# Hastocularidae
Tetrophthalmi
Sous-ordre
Famille
Les Hastocularidae sont une famille d'opilions fossiles, la seule du sous-ordre des Tetrophthalmi.

## Distribution
Les espèces de cette famille ont été découvertes au Royaume-Uni en Écosse et en France en Bourgogne-Franche-Comté. Elles datent du Dévonien et du Carbonifère.

## Description
Ces opilions possédaient quatre yeux.

## Liste des genres
Selon World Catalogue of Opiliones (31/10/2021) :
- † Eophalangium Dunlop, Anderson, Kerp & Hass, 2004
- † Hastocularis Garwood, Sharma, Dunlop & Giribet, 2014

## Systématique et taxinomie
Ce sous-ordre a été décrit en 2014 à partir de deux espèces fossiles.
Au début des années 1980, un minuscule opilion fossile a été découvert dans le Lagerstätte de Montceau-les-Mines, dans l'est de la France. Ce fossile n'a pas été étudié pendant plus de trente ans, jusqu'à ce que le paléontologue Russell Garwood invente une technique pour analyser de tels spécimens par tomodensitométrie. En 2014, une équipe sous sa direction a identifié le fossile comme une nouvelle espèce, Hastocularis argus. Selon leur analyse, cet opilion est mort enfoui il y a environ 305 millions d'années au sommet du Carbonifère. Avant sa décomposition, son corps a été couvert de sidérite, qui a formé autour de lui une concrétion protectrice. Après sa disparition, son corps a laissé un vide de la forme exacte de son exosquelette.
La tomodensitométrie a révélé qu’Hastocularis argus avait deux paires d'yeux — une au milieu de la tête et l'autre sur le côté, sur les glandes odorantes. Grâce à une analyse comparative de 158 traits morphologiques, Garwood et son équipe ont déterminé qu’Hastocularis argus était étroitement apparenté à l'espèce Eophalangium sheari. Ces deux espèces elles-mêmes sont moins proches des 270 autres espèces de faucheux étudiées. L'équipe a déterminé qu’Hastocularis argus and Eophalangium sheari partageaient des caractères qui les distinguaient des autres faucheux : deux paires d'yeux, un gonosome ouvert (une partie de leur système reproducteur) et des parties génitales mâles externes. Les deux espèces ont donc été classées dans un nouveau sous-ordre, celui des Tetrophthalmi.  
Hastocularis argus et le nouveau sous-ordre des Tetrophthalmi aident à expliquer le développement des yeux des arachnides. Cette classification aide aussi à clarifier à quel moment les faucheux à yeux latéraux et ceux à yeux frontaux se sont séparés en deux clades distincts.

## Phylogénie

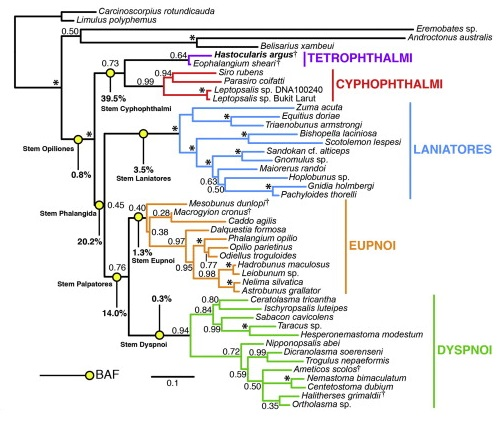
Arbre phylogénétique des Opiliones.

L'analyse phylogénétique suggère que ces quatre yeux sont un caractère ancestral pour les opilions, ce qui placerait les Tetrophthalmi et les Cyphophthalmi à la base des Opiliones.
Dans l'arbre phylogénétique de Garwood et al. en 2014, la base des Opiliones se divise entre les « Phalangida » et les Cyphophthalmi. La branche des Cyphophthalmi se divise ensuite entre les Cyphophthalmi proprement dits et les Tetrophthalmi, tandis que les Phalangida se divisent entre les Laniatores et les « Palpatores ». Les Palpatores se divisent finalement entre les Eupnoi et les Dyspnoi. Cette analyse déplace la divergence des sous-ordres actuels du Dévonien au Carbonifère. La divergence des opilions est datée de 414 millions d'années et l'origine des arachnides est située à la fin du Cambrien ou au début de l'Ordovicien.
Les analyses génétiques pratiquées sur l'actuel Phalangium opilio ont permis de découvrir un gêne inactif qui, s'il était actif, produirait une seconde paire d'yeux en position latérale, fournissant une preuve indépendante que la possession de quatre yeux est le caractère ancestral,. Garwood et al. avancent aussi qu'une diversification des faucheux au Carbonifère est plus cohérente avec les changements observés chez les autres arthropodes terrestres, qui ont été associés aux taux élevés d'oxygène atmosphérique durant cette période.

## Publications originales
- Kury, Dunlop & Mendes, 2020  : « Chapter 8. On the allocation of some Palaeozoic and Tertiary harvestmen. » WCO-Lite: online world catalogue of harvestmen (Arachnida, Opiliones). Version 1.0 — Checklist of all valid nomina in Opiliones with authors and dates of publication up to 2018., Rio de Janeiro, p. 49–51.
- Garwood, Sharma, Dunlop & Giribet, 2014 : « A Paleozoic Stem Group to Mite Harvestmen Revealed through Integration of Phylogenetics and Development. » Current Biology, vol. 24, no 9, p. 1017–1023 (texte intégral).